# Moshe Atzmon
Moshe Atzmon (hebr. ‏‏משה עצמון‏‎‎), właśc. Moshe Groszberger (ur. 30 lipca 1931 w Budapeszcie) – izraelski dyrygent pochodzenia węgierskiego.

## Życiorys
W 1944 roku wyemigrował wraz z rodziną do Palestyny. W latach 1958–1961 kształcił się w Akademii Muzycznej w Tel Awiwie. Początkowo grał na rogu w Israel Philharmonic Orchestra. Od 1962 do 1964 roku był uczniem Antala Dorátiego w Guildhall School of Music and Drama w Londynie. Zdobył II nagrodę w konkursie im. Dimitriego Mitropoulosa w Nowym Jorku (1963) oraz I nagrodę w konkursie dyrygenckim w Liverpoolu (1964). W 1967 roku zadebiutował na festiwalu w Salzburgu. W latach 1969–1971 prowadził orkiestrę symfoniczną w Sydney. W kolejnych latach dyrygował orkiestrą rozgłośni Norddeutscher Rundfunk w Hamburgu  (1972–1976) oraz orkiestrą symfoniczną w Bazylei (1972–1977). Od 1979 do 1982 roku był dyrygentem Tokyo Metropolitan Symphony Orchestra. W latach 1982–1984 wraz z Giuseppem Patanè prowadził American Symphony Orchestra. Od 1986 do 1992 roku dyrygował orkiestrą filharmoniczną w Nagoi. W latach 1991–1995 pełnił funkcję generalnego dyrektora muzycznego opery w Dortmundzie.